# Indiella
Indiella is een geslacht van sponsdieren uit de klasse van de Hexactinellida.

## Soort
- Indiella ridgenensis Sautya, Tabachnick & Ingole, 2011